# Beamtenstippe

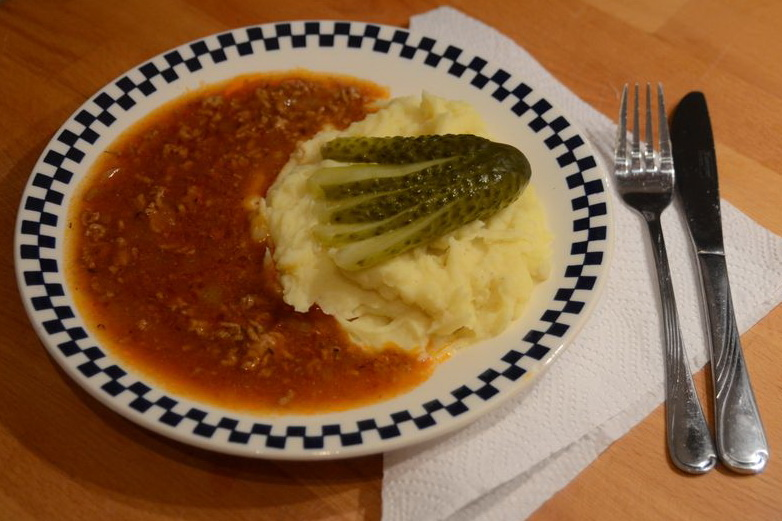
Beamtenstippe

Beamtenstippe es una salsa elaborada con patatas con pequeñas tiras de bacón (speck que se suele denominar Speckstippe o Schusterstippe). La palabra Beamter proviene de servidor, la comida se entiende que proviene de clases populares en la cocina alemana. Es muy popular en concreto entre la cocina berlinesa en la que se mezcla un puré de patatas con pedazos de carne (Pellkartoffeln in Hackfleischsoße o simplemente Gehacktesstippe). Los ingredientes empleados en su elaboración corresponden a los que puede poseer una familia sencilla. Es acompañado de los huevos cocidos en vinagre (Soleier).